# Schmitsch
Schmitsch, polnisch Śmicz (1936–1945: Lößtal O.S.) ist ein Ort in Oberschlesien. Schmitsch gehört zur Gemeinde Zülz (Biała) im Powiat Prudnicki in der polnischen Woiwodschaft Oppeln.

## Geographie

### Geographische Lage
Das Straßendorf Schmitsch liegt im Süden der historischen Region Oberschlesien. Der Ort liegt etwa fünf Kilometer nordwestlich des Gemeindesitzes Zülz, etwa elf Kilometer nördlich der Kreisstadt Prudnik und etwa 36 Kilometer südwestlich der Woiwodschaftshauptstadt Opole.
Mühlsdorf liegt in der Nizina Śląska (Schlesische Tiefebene) innerhalb der Płaskowyż Głubczycki (Leobschützer Lößhügelland).

### Nachbarorte
Nachbarorte von Schmitsch sind im Westen Ścinawa Mała (Steinau), im Norden Podlesie (Waldeck) und Pleśnica (Plieschnitz), im Nordosten Grabine (Grabina) und Ottok (Otoki), im Osten Waschelwitz (Wasiłowice) und Zülz und im Süden Mühlsdorf (Miłowice) und Kohlsdorf (Kolnowice).

## Geschichte

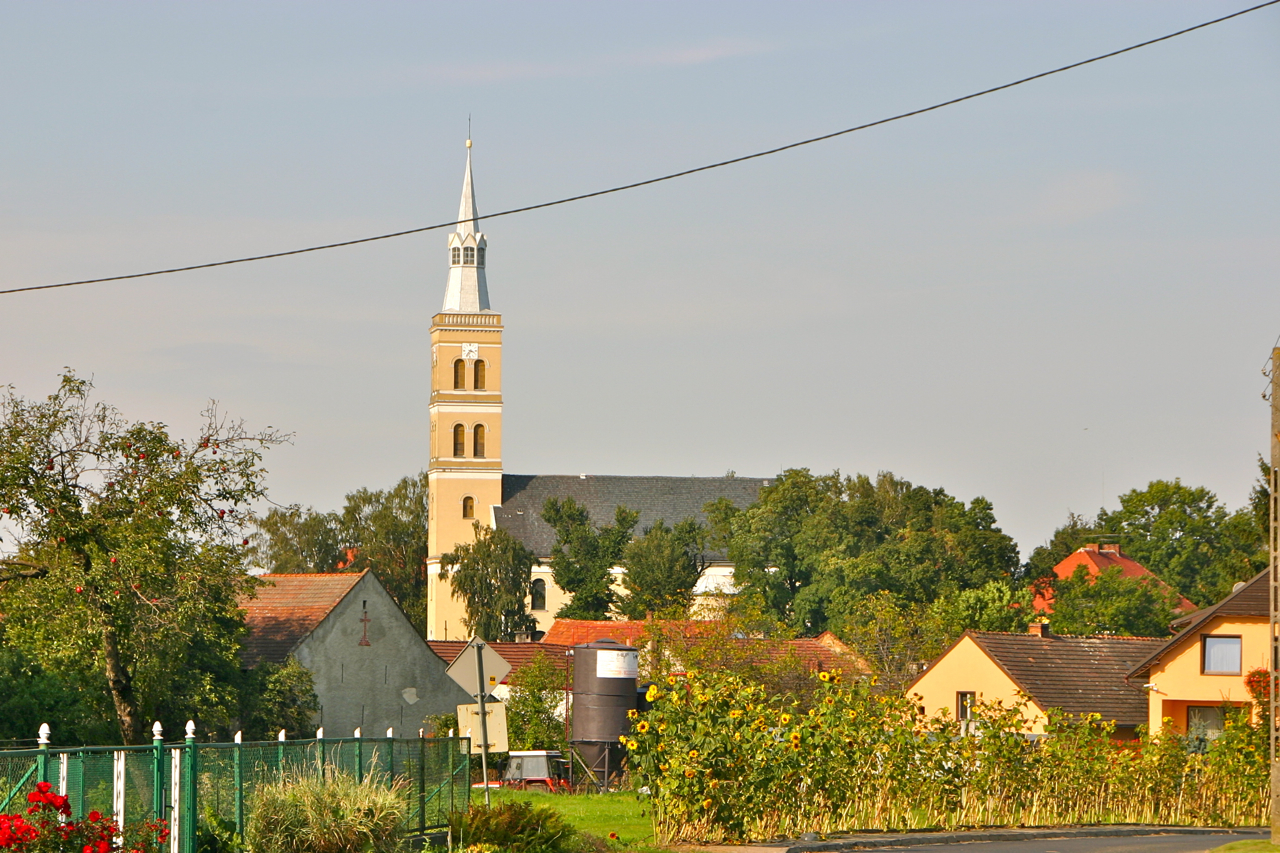
Pfarrkirche St. Katharina

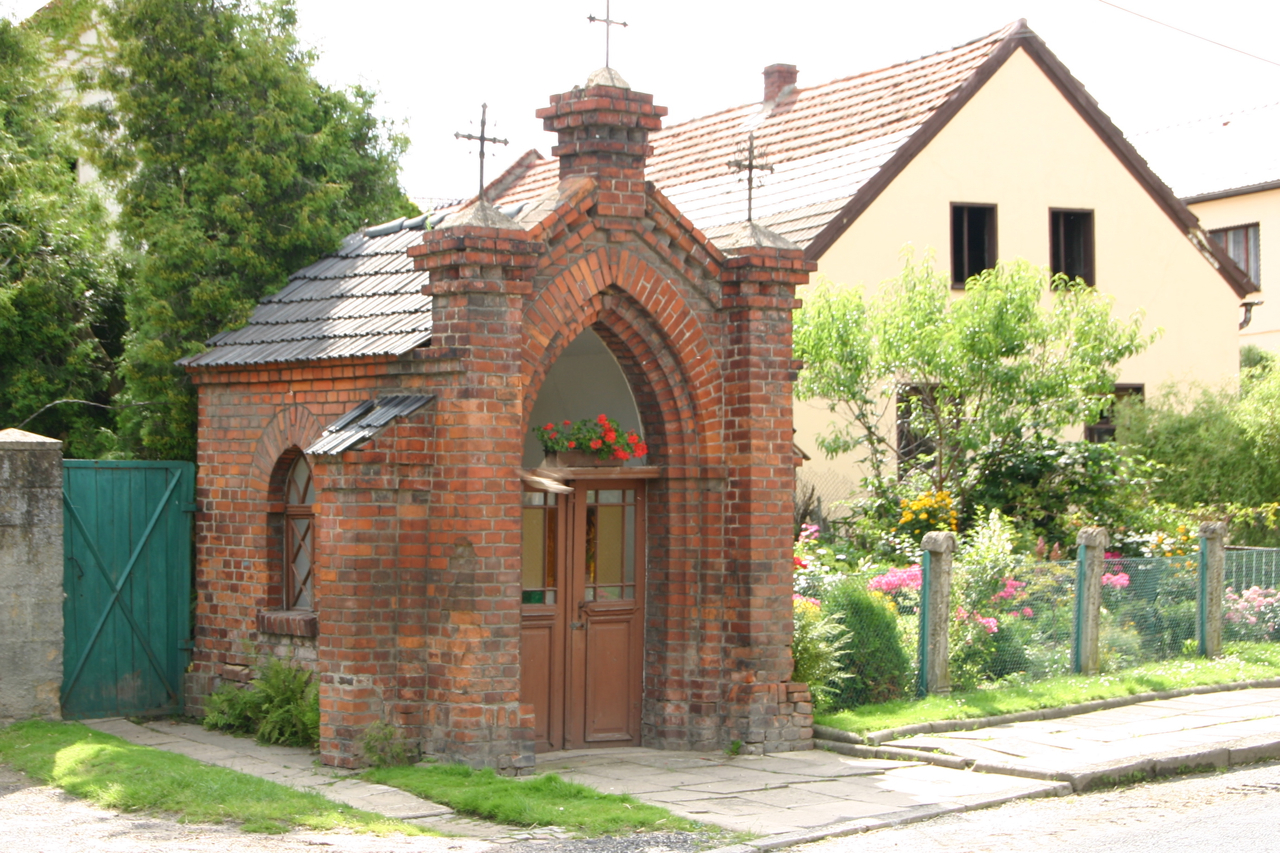
Kapelle

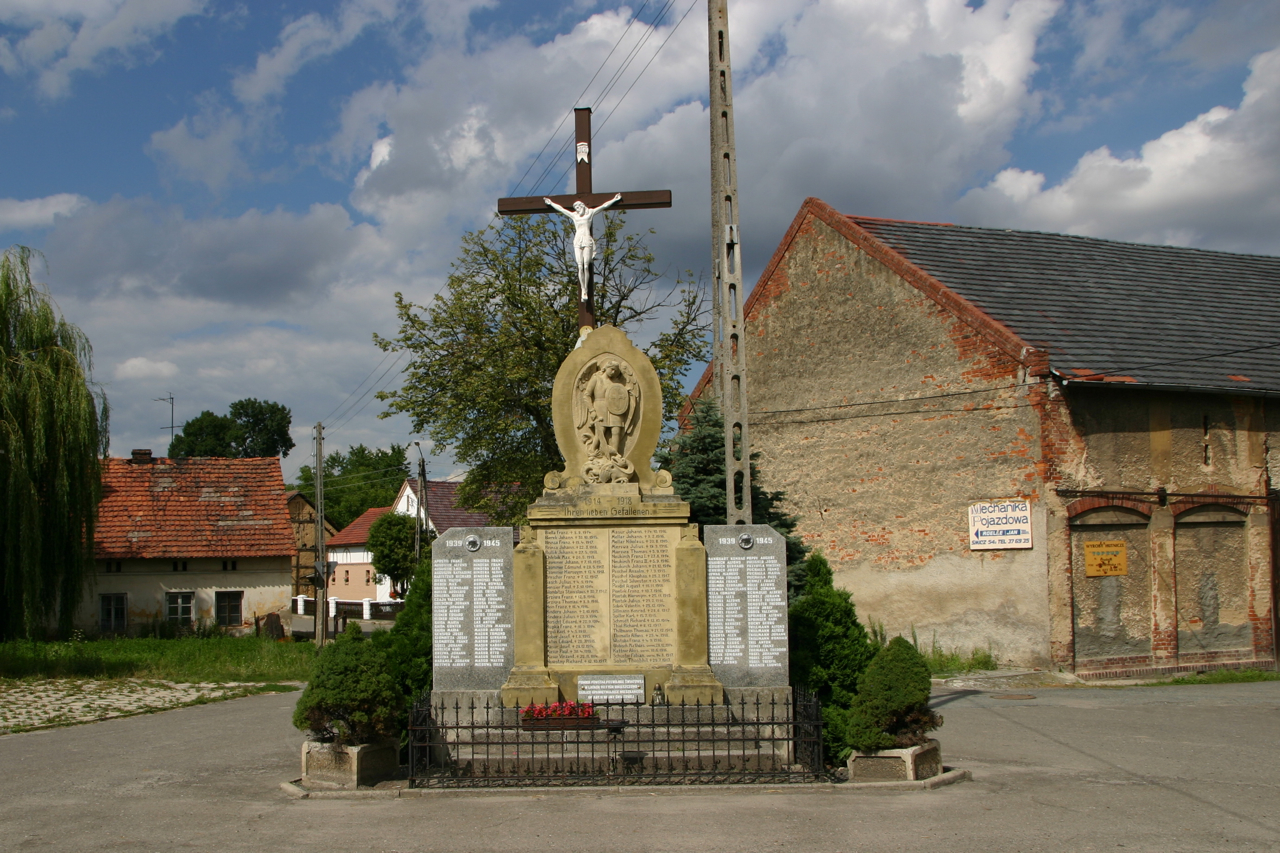
Gefallenendenkmal

Der Ort wurde 1223 erstmals als Smogez urkundlich erwähnt. 1333 wurde eine Pfarrkirche im Ort erstmals erwähnt. 1379 wurde der Ort als Schmotsch erwähnt.
Nach dem Ersten Schlesischen Krieg 1742 gelangte Schmitsch mit dem größten Teil Schlesiens an Preußen. 1760 wurde eine Kirche im Ort erbaut.
Nach der Neuorganisation der Provinz Schlesien gehörte die Landgemeinde Schmitsch ab 1816 zum Landkreis Neustadt O.S. im Regierungsbezirk Oppeln. Zwischen 1838 und 1841 wurde die Kirche um einen Turm erweitert. 1845 bestanden im Dorf eine katholische Pfarrkirche, eine katholische Schule sowie weitere 126 Häuser. Im gleichen Jahr lebten in Schmitsch 730 Menschen, allesamt katholisch. 1855 lebten 444 in Schmitsch. 1865 bestanden im Ort 61 Bauern-, 17 Gärtnerstellen und 57 Häuslerstellen. Die katholische Schule wurde im gleichen Jahr von 958 Schülern besucht. 1874 wurde der Amtsbezirk Schmitsch gegründet, welcher aus den Landgemeinden Kohlsdorf, Mühlsdorf, Schmitsch und den Gutsbezirken Hahnvorwerk und Haselvorwerk bestand. 1885 zählte Schmitsch 1106 Einwohner. Um die Jahrhundertwende vom 19. auf das 20. Jahrhundert wurde die Schreibweise von Schmitsch in Schmietsch geändert. 
Bei der Volkszählung 1910 hatte Schmitsch 1055 Einwohner, davon 256 deutscher und 750 polnischer Muttersprache, weitere 49 gaben Deutsch und eine weitere Sprachen an, die in der Regel das Polnische war. Trotz der polnischsprachigen Bevölkerungsmehrheit lag Schmitsch außerhalb des Abstimmungsgebietes bei der Volksabstimmung in Oberschlesien am 20. März 1921 über die weitere staatliche Zugehörigkeit. Die Nachbarorte, die an der Abstimmung teilnehmen konnten, stimmten jedoch wie auch der gesamte Stimmkreis Neustadt O.S. mit großer Mehrheit für einen Verbleib bei Deutschland. 1933 lebten im Ort 247 Einwohner. Am 2. Juli 1936 wurde der Ort in Lößtal umbenannt. 1939 hatte Kohlsdorf 233 Einwohner. Bis 1945 befand sich der Ort im Landkreis Neustadt O.S.
1945 kam der bisher deutsche Ort unter polnische Verwaltung und wurde in Śmicz umbenannt und der Woiwodschaft Schlesien angeschlossen. 1950 kam der Ort zur Woiwodschaft Oppeln und ist seit 1999 Teil des Powiat Prudnicki. Am 6. März 2006 wurde in der Gemeinde Zülz, der Schmitsch angehört, Deutsch als zweite Amtssprache eingeführt. Am 24. November 2008 erhielt der Ort zusätzlich den amtlichen deutschen Ortsnamen Schmitsch.

## Sehenswürdigkeiten und Denkmale
- Die römisch-katholische Pfarrkirche St. Katharina (poln. Kościół św. Katarzyny Aleksandryjskiej) wurde 1750 nach Entwurf des Baumeisters Johann Innozenz Töpper errichtet. Zuvor bestand an gleicher Stelle ein Kirchenbau, welcher 1333 erstmals erwähnt wurde. Zwischen 1839 und 1840 wurde die Kirche renoviert. Die Kirche besitzt einen viergeschossigen Glockenturm an der Westseite. Die dreijochige Emporenhalle im Inneren besitzt Pfeilerarkaden mit Rund- und Segmentbögen. Der zweijochige Chor besitzt einen halbrunden Schluss. Das Hauptaltargemälde Martyrium der hl. Katharina stammt von Franz Anton Sebastini und wurde 1778 geschaffen. Die Deckenfresken aus dem Jahr 1750 werden ebenfalls Sebastini zugeschrieben.[9] Das Gebäude wurde 1948 unter Denkmalschutz gestellt.[10]
- Hölzerner Speicher aus dem 19. Jahrhundert.
- Mehrere Kapellen
- Wegkreuz
- Gefallenendenkmal

## Vereine
- Deutscher Freundschaftskreis

## Persönlichkeiten
- Joseph Cytronowski (1839–1908), deutscher Geistlicher und Politiker (Zentrum), MdR, verstarb in Schmitsch